# 李海泉
李海泉（英語：Lee Hoi Chuen，1901年2月4日—1965年2月7日），本名李滿船，原籍廣東省順德縣（今佛山市順德區）均安鎮上村鄉，著名香港粵劇丑生，學過太極拳。蜚聲國際武打巨星李小龍（原名李振藩）是他兒子。
李海泉拜師小生奕門下，與半日安、廖俠懷、葉弗弱合稱「粵劇四大名丑」。何東爵士同母異父之弟何甘棠之養女何愛瑜就是他的妻子。

## 生平

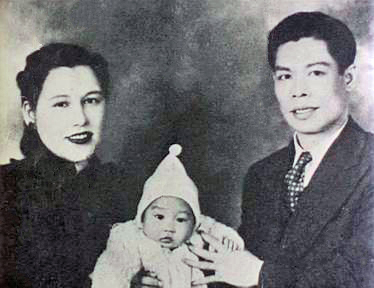
左起為妻子何愛瑜、兒子李小龙、右為李海泉

李海泉於1901年2月4日出生於家鄉廣東省順德縣均安鎮上村鄉，父親李震彪早年從事镖师工作，晚年退休回到江尾转行打短工。年青時李海泉曾到佛山一酒家當學徒，在該處拜粤剧名伶小生奕。
三十年代李海泉在香港以擅演「烂衫戏」而著称。他多才多艺，武丑、网巾边、二花面均表演精到，尤以担纲演出《打劫阴司路》、《烟精扫长堤》而闻名剧坛。四十年代初，李海泉和廖侠怀、半日安、叶弗弱合称「粤剧四大名丑」，他的表演幽默含蓄，唱腔雄浑质朴，深为粤剧观众所称道，在海外演出，也广受华侨观众欢迎。
1952年受邀拍攝電影《誰為吾拳》。
李海泉於1958年宣告從舞台上退下火線並轉往幕後，1965年2月7日早上7時30分因心臟病於聖德肋撒醫院逝世。粵劇名伶阮兆輝認為李海泉是因戒鴉片煙以致身體出現毛病後逝世。

## 參看
- 何東家族
- 李小龍
- 李振輝